# Flavon (Italien)
Flavon (Nones: Flaon, deutsch veraltet: Pflaumb) ist eine Fraktion der Gemeinde (comune) Contà in der Provinz Trient in der Region Trentino-Südtirol.

## Geografie
Der Ort liegt 36 km nördlich der Provinzhauptstadt Trient auf einer Höhe von 575 m.s.l.m. auf der orographisch rechten Seite des Nonstals.

## Etymologie
Der Name leitet sich vom lateinischen Gentilnamen Flavius bzw. Flavonius ab und nimmt möglicherweise Bezug auf ein römisches Latifundium. Das deutsche Exonym lautet Pflaum(b).

## Geschichte
1214 belehnte Bischof Friedrich die Grafen Odorich und Gabriel von Flavon mit der Vogtei des Klosters Sonnenburg. Der Besitz des reich begüterten Ortsadels reichte über den Nonsberg bis in die Grafschaft Eppan und Bozen, zudem besaßen die Flavon Allodial in Lana. Am 5. November 1283 verkaufte Wilhelm Graf von Flavon alle Güter und Rechte für sich und seine Brüder an Adelpret von Cles, am 18. August 1284 Riprand Graf von Flavon alle Liegenschaften inkl. Burg und Gericht Flavon, sowie 1288 Reimhert Graf von Flavon an den Herzog Meinhard II. 1290 kalkulierte Ulrich von Coredo eine Geldsumme zum Neubau von Castel Flavon, die im Eigentum der Linie von Coredo zu Valier verblieb. 1334 nach Michaeli belehnte der Tiroler Landesfürst Volkmar von Burgstall mit Flavon und nach dem letzterer in Ungnade fiel, am 14. März 1343 den Tiroler Burggrafen Konrad von Schenna. 1346 konnten die Söhne von Volkmar von Burgstall Castel Flavon zurück erwerben. Das zur Ruine verfallene Schloss, war 1596 noch bewohnt. Die Mauerreste verwendeten im 17. Jahrhundert die Freiherren von Spaur zum Bau eines neuen Hauses, möglicherweise den Palazzo Spaur, in Flavon.
Flavon war bis 2015 eine eigenständige Gemeinde und schloss sich am 1. Januar 2016 mit Cunevo und Terres zur neuen Gemeinde Contà zusammen. Flavon hatte am 31. Dezember 2015 532 Einwohner auf einer Fläche von 7,58 km². Die Nachbargemeinden waren Tuenno, Nanno, Terres, Denno und Cunevo. Die Gemeinde gehörte zur Talgemeinschaft Comunità della Val di Non.

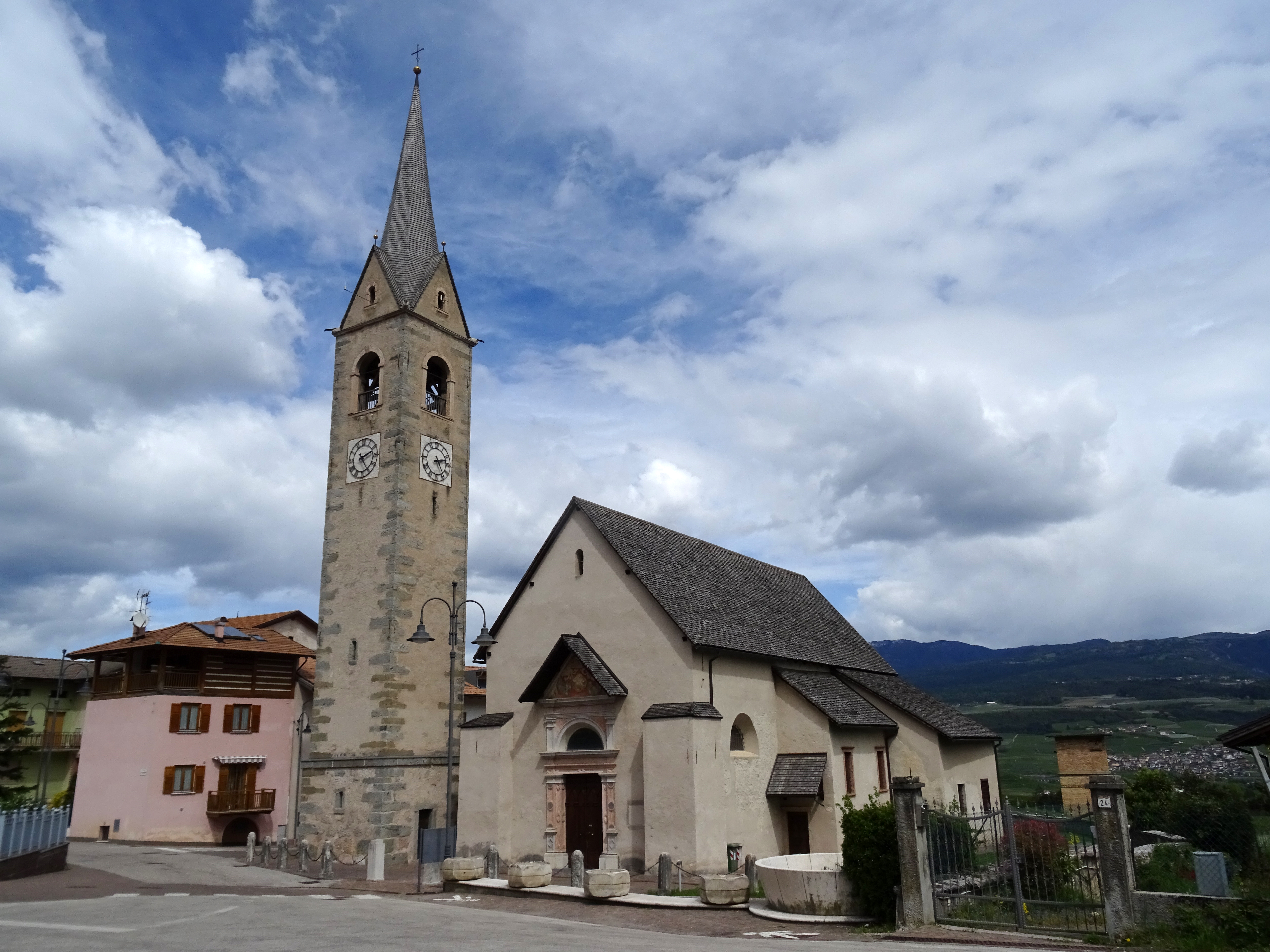
Kirche della Natività di San Giovanni Battista in Flavon

## Sehenswürdigkeiten
- Kirche della Natività di San Giovanni Battista
- Kapelle di San Valentino
- Kapelle di San Bartolomeo
- Castel Flavon